# Crónica de un ser vivo
Crónica de un ser vivo (japonés: 生きものの記録: Ikimono no kiroku; inglés: I Live In Fear) es una película japonesa de 1955 dirigida por Akira Kurosawa. Escrita por el director, Shinobu Hashimoto, Fumio Hayasaka y Hideo Oguni se trata de un filme de ambientación contemporánea protagonizado por Toshirō Mifune y Takashi Shimura. Narra la historia de un anciano dueño de una fundición quien, obsesionado por el peligro nuclear, decide marcharse a vivir a Brasil con toda su familia incluyendo a sus amantes e hijos bastardos. La película fue proyectada en el Festival de Cine de Cannes de 1956 obteniendo nominación a la Palma de Oro.

## Sinopsis
Kiinji Nakajima (Mifune) es el dueño de un próspero negocio familiar, una fundición, atormentado por la idea de una inminente hecatombe nuclear y de la radioactividad vertida en Japón tras los bombardeos atómicos de Hiroshima y Nagasaki. Tras dilapidar parte de su fortuna en la construcción de un refugio nuclear, sin que eso logre satisfacer su paranoia, decide que debe dejar el país junto con toda su familia y trasladarse a una granja en Brasil único país del mundo que considera seguro. Su familia, agobiada por la idea de tener que dejarlo todo atrás, decide llevar el caso a un tribunal de familia para obtener la declaración de incapacidad del cabeza de familia y evitar así las consecuencias de su decisión. Kiinji paulatinamente contagiará su angustia por la amenaza nuclear a uno de los miembros del tribunal, el Doctor Harada (Shimura), que queda profundamente impresionado tras escuchar su declaración.

## Reparto
- Toshirō Mifune - Kiinji Nakajima
- Takashi Shimura - Doctor Harada
- Minoru Chiaki - Jiro Nakajima
- Eiko Miyoshi - Toyo Nakajima
- Kyoko Aoyama - Sue Nakajima
- Haruko Togo - Yoki Nakajima
- Noriko Sengoku - Kimie Nakajima

## Producción
Considerada una obra menor dentro de la filmografía de Kurosawa el germen de Crónica de un ser vivo se halla en una serie de episodios reales como las pruebas atómicas realizadas en 1954 en el Océano Pacífico, los bombardeos atómicos de Hiroshima y Nagasaki o las graves consecuencias padecidas por el atunero Daigo Fukuryû Maru y su tripulación mientras faenaba. El elenco está integrado por algunos de los actores más habituales del cine de Kurosawa, como Mifune o Shimura, con un mensaje que muestra las consecuencias sufridas y los peligros que entraña el uso de armamento nuclear.